# Andrés Cortés y Aguilar
Andrés Cortés y Aguilar (Sevilla, 24 de diciembre de 1812-ibídem, 16 de mayo de 1879) fue un pintor español representante del paisajismo romántico y el costumbrismo andaluz,  miembro de una importante saga de pintores de la escuela sevillana.

## Biografía y obra
Perteneció a una familia de artistas que comenzó con su tío Joaquín Cortés (1776-1835) y de la que también formaron parte su hermano Antonio Cortés y Aguilar que inició la rama francesa, y los hijos de este: André, Jeanne Marie y Édouard Cortès.
Formado en la Real Escuela de las Tres Nobles Artes de Sevilla, pintó paisajes y escenas costumbristas de Sevilla y Granada, aunque también realizó, retratos y bodegones. Es conocida su obra La Feria de Sevilla realizada en 1856, que muestra el aspecto de la primitiva Feria de Abril cuando era feria de ganado. Existen de ella tres versiones, en el Ayuntamiento de Sevilla, el Museo de Bellas Artes de Bilbao y en una colección particular. También tiene obra en el Museo Romántico de Madrid, la Colección Bellver de Sevilla y el Museo Carmen Thyssen-Bornemisza (Málaga).
En la Catedral de Segorbe se conserva un "San Fernando Rey" firmado y fechado del autor ("Andrés Cortés 1851"), regalo de Domingo Canubio y Alberto, obispo de Segorbe (1848-1864), a la Seo.